# 컨베어 990
컨베어 990(영어: Convair 990)은 컨베어 880의 개량형으로, 아메리칸 항공의 요청으로 제작된 항공기이다. 기존 컨베어 880 항공기를 기반으로 동체길이를 3m 연장하여 여객 수용량을 향상시켰으나 당시 4발 제트 여객기인 더글러스 DC-8과 보잉 707 항공기에 대비하여 효율성이 좋지 않아 생산시기가 상대적으로 짧았다.

## 개발 역사
컨베어 880 항공기를 운용하던 아메리칸 항공이 뉴욕 ~ 로스앤젤레스를 포함한 미 본토간 노선을 논스톱으로 운항할 수 있는 항공기를 요청하였다. 당시 컨베어 880 항공기는 미국에서 생산되는 항공기들 중 가장 작은 제트 여객기로서 아메리칸 항공은 기존 CV-880 항공기보다 더 큰 여객 수용량을 원하였다. 이에 따라 CV-990을 개발하였으며 1961년 1월 24일, 첫 비행을 성공적으로 진행하였다.
컨베어 880 항공기에서 변형된 사항은 동체길이를 3m 연장하여 여객 수용량을 늘렸으며 엔진을 CV-880 항공기가 사용하던 제너럴 일렉트릭 CJ-805를 개량한 제너럴 일렉트릭 CJ-805-23을 장착하였으며 순항속도를 향상시켰다. 개량된 엔진 장착으로 인한 속도증가로 기체 부담감을 감소하기 위하여 양 날개에 앤티 쇼크 바디를 장착하였으며 추가 연료탱크를 장착하였다.

## 주요 도입 항공사
- 가루다 인도네시아 항공
- 스위스 항공
- 스칸디나비아 항공
- 스팬탁스 항공
- 아르헨티나 항공
- 아메리칸 항공
- 알래스카 항공
- 에어 프랑스
- 중동항공
- 캐세이퍼시픽 항공
- 타이 항공

## 같이 보기
- 컨베어 880
- 보잉 707
- 더글러스 DC-8